# Neuralink
Neuralink Corporation – amerykańska firma neurotechnologiczna założona m.in. przez Elona Muska, zajmująca się tworzeniem wszczepialnych interfejsów mózg-maszyna. Siedziba firmy znajduje się w San Francisco; rozpoczęła działalność w 2016 roku i po raz pierwszy została ogłoszona publicznie w marcu 2017 roku.
Według Bloomberga od momentu powstania firma zatrudniała kilku wysoko postawionych neurologów z różnych uniwersytetów. Do lipca 2019 roku otrzymała 158 mln dolarów (z czego 100 mln pochodziło od Muska) i zatrudniała 90 pracowników. W tym czasie Neuralink ogłosił, że pracuje nad urządzeniem „przypominającym maszynę do szycia”, które jest w stanie wszczepić do mózgu bardzo cienkie (od 4 do 6 μm szerokości) nici, zademonstrował system odczytujący informacje od szczura laboratoryjnego za pomocą 1500 elektrod i przewidział rozpoczęcie eksperymentów z ludźmi w 2020 roku. 
Choć Elon Musk już od 2019 roku obiecywał, że wkrótce rozpocznie testy na ludziach, amerykańska Agencja Żywności i Leków początkowo odrzuciła wniosek o zgodę na takie badania w obawie, że urządzenia mogą się przegrzewać lub przemieszczać w mózgu. Zgoda na testowanie chipów u ludzi została ostatecznie wydana w maju 2023 roku, a w styczniu 2024 roku z powodzeniem przeprowadzono pierwszy zabieg wszczepienia implantu o nazwie Telepathy u człowieka.